# Universität Fulda

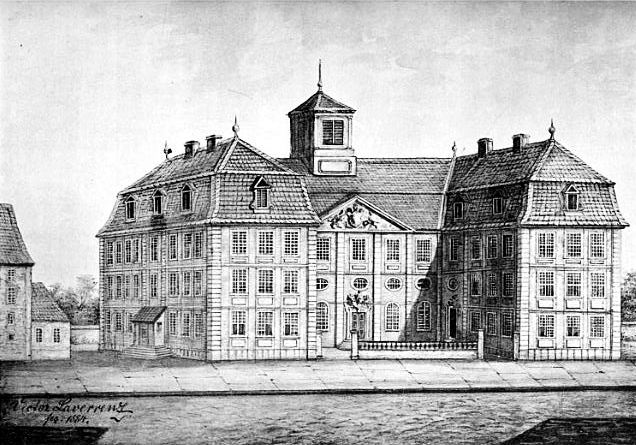
Alma Mater Adolphiana zu Fulda, 1887

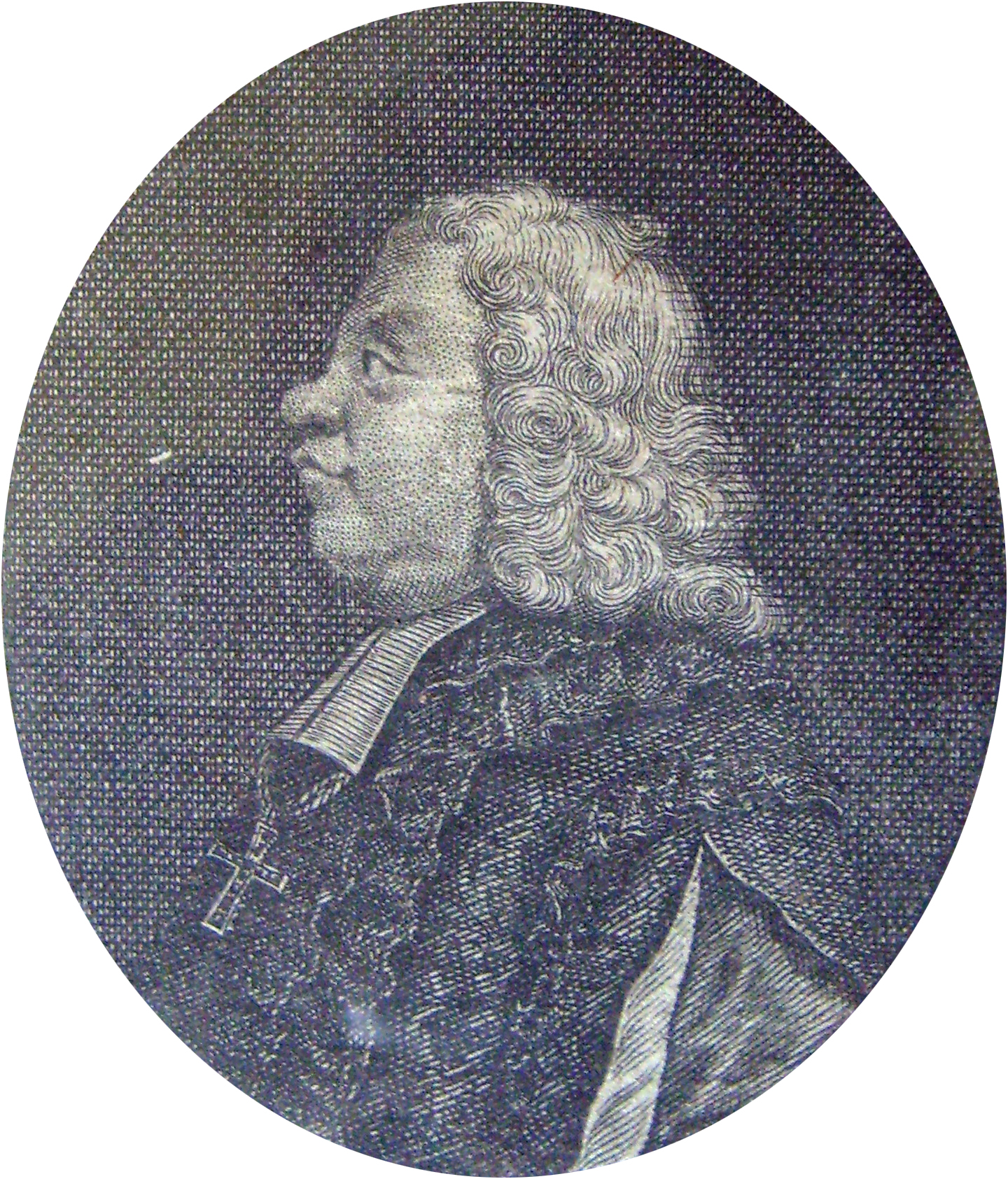
Der Gründer: Fürstabt Adolph von Dalberg, um 1730

Die Adolphs-Universität Fulda (auch Alma Mater Adolphiana) war eine 1734 durch Fürstabt Adolph von Dalberg gegründete Universität in Fulda. Mit dieser wurde der Sitz des Hochstifts Fulda zur Universitätsstadt. Im Zuge der Säkularisation wurde die Universität 1805 aufgelöst.
Als Nachfolgerin wurde die Theologische Fakultät Fulda weitergeführt. Mit der 1974 gegründeten Hochschule Fulda ist in Fulda heute auch eine staatliche Hochschule für angewandte Wissenschaften (HAW) ansässig.

## Geschichte
Mit der personellen und baulichen Entwicklung ging im 9. Jahrhundert der Aufstieg des Klosters Fulda zu einem kulturellen Zentrum einher, mit dem sich „keine andere Schule Germaniens“ vergleichen lässt. Unter Abt Rabanus Maurus wurde eine große Klosterbibliothek geschaffen und die Klosterschule wurde zu einer der renommiertesten im Fränkischen Reich, mit der Namen wie Otfried von Weißenburg, Walafried Strabo oder Rudolf von Fulda verbunden sind.
Während der Amtszeit Fürstabts Balthasar von Dernbachs wurde 1571/1572 in Fulda ein Jesuitengymnasium eröffnet, welches bald 400 Schüler zählte. Im Laufe des 17. Jahrhunderts wurden philosophische und theologische Lehrstühle errichtet. Der Bildungsbetrieb der Jesuiten wurde in Fulda durch Papst Gregor XIII. gestärkt, indem er 1584 ein Päpstliches Seminar errichten ließ. Die Stiftung sicherte einen geographisch weiten Einzugsbereich der Studenten.

### Gründung der Universität
Papst Clemens XII. hatte der Fuldae Academia universalis bereits in einer päpstlichen Bulle vom 1. Juli 1732 päpstliche Privilegien zugesichert. Um die Pflege der Wissenschaften weiter zu fördern, hatte auch Kaiser Karl VI.  auf Bitten von Adolph von Dalberg am 13. März 1733 die Gründung einer Universität in Fulda bestätigt und ihr kaiserliche Privilegien verliehen.
Adolph von Dalberg hatte belegen können, dass in Fulda seit der Zeit Abt Baugulfs und der Privilegierung der Klosterschule durch Kaiser Karl den Großen die Pflege der Wissenschaften betrieben worden ist. Es sollte nun eine neue Universität auf den Ruinen der alten Klosterschule von Fulda errichtet werden. Karl VI. hatte dem Abt und dessen Nachfolgern die Herrschaft über die Universität und ihre Professoren, Doktoren, Schüler sowie die Lehrinhalte zugesichert; ebenso hatte er der Universität Fulda alle jene Privilegien zukommen lassen, wie sie auch die anderen deutschen Universitäten besaßen.
Nach den Plänen des Hofarchitekten Andreas Gallasini ließ von Dalberg 1731 bis 1734 ein barockes Universitätsgebäude errichten. Am 19. September 1734 wurde die Adolphsuniversität unter persönlicher Beteiligung des Fürstabts, der gesamten Geistlichkeit und der weltlichen Behörden feierlich eröffnet. Zum Rector Magnificentissimus wurde Fürstabt Adolph von den Professoren erwählt. Prorektor wurde Propst Freiherr von Kötschan. Anlässlich der Inauguration stiftete Adolph ein Medaillon, welches in Gold-, Silber- und Bronzeabschlägen unter den Anwesenden verteilt wurde.

### 1734 bis 1805
In der Zeit des Siebenjährigen Krieges wurden die Universitätsgebäude nacheinander von Franzosen, Reichstruppen, Hannoveranern und Preußen besetzt und als Magazine, Pferdeställe oder Lazarette verwendet. Nach dem Hubertusburger Frieden 1763 unternahm Bischof Heinrich von Bibra die Wiederherstellung des Lehrbetriebes der Adolphiana. Allerdings verlief fortan die Entwicklung ohne den gewünschten Erfolg.

### Aufhebung und Nachfolgeinstitutionen
Nach der Säkularisation wurde die Universität 1805 durch Wilhelm Friedrich Prinz von Oranien-Nassau aufgelöst.
Zur wissenschaftlichen Ausbildung der Studenten des Fuldaer Priesterseminars wurde daraufhin die Theologische Lehranstalt des Bischöflichen Priesterseminars eingerichtet, aus der die Theologische Fakultät Fulda hervorging.

## Universitätsgebäude

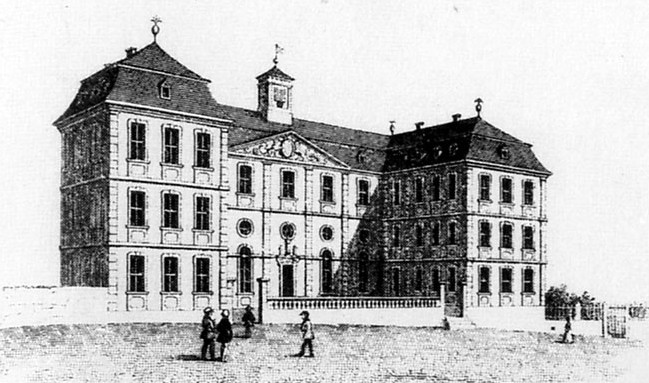
Adolphs-Universität Fulda, 1840

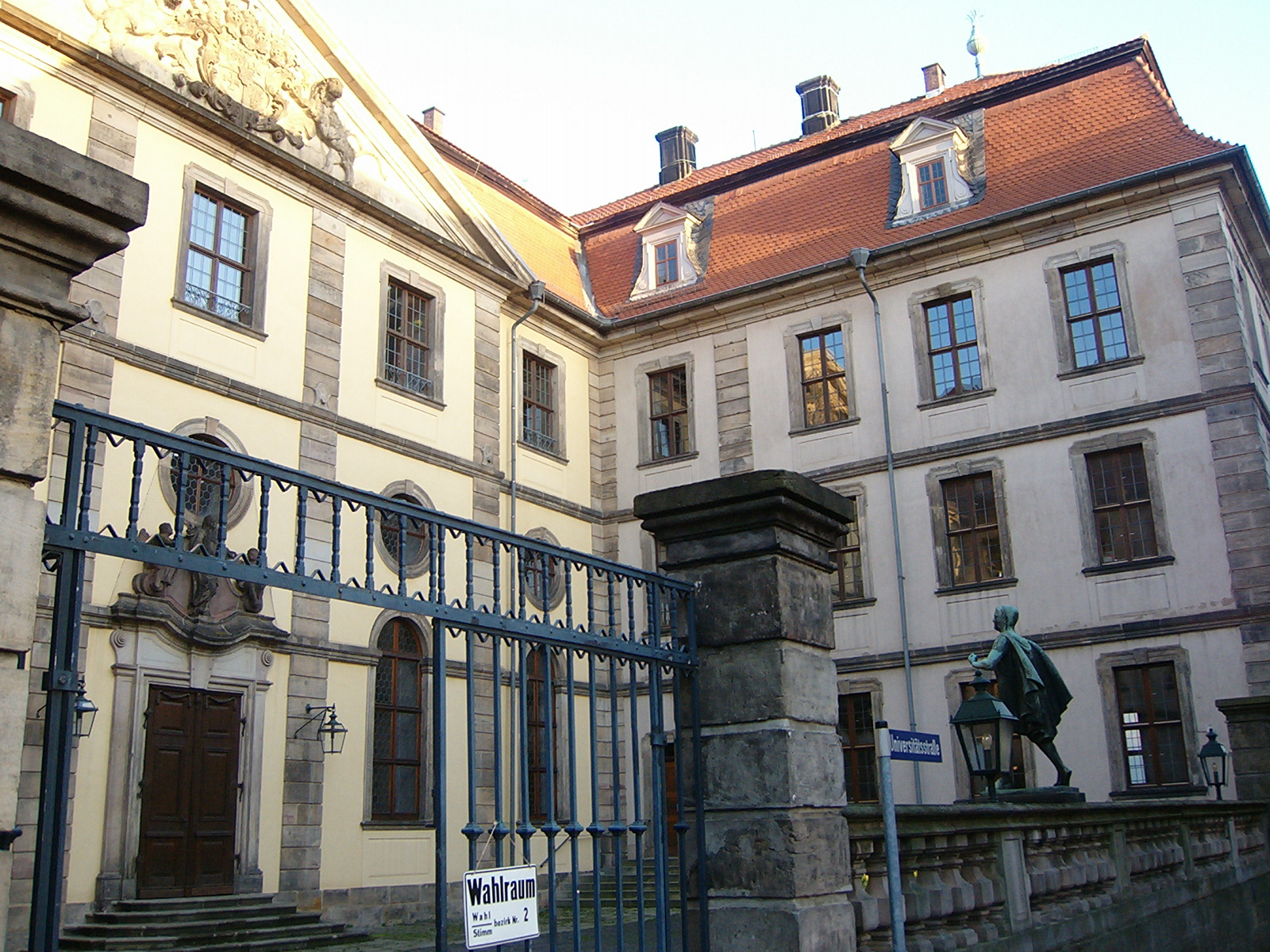
Die Alte Universität heute

Das dreiflüglige barocke Universitätsgebäude wurde 1731 bis 1734 nach den Plänen des Hofarchitekten Andrea Gallasini aus Lugano errichtet.
Das 1773 errichtete hochfürstliche Gymnasium wurde als am 22. September 1804 gegründetes akademisches Lyzeum und Gymnasium in den Universitätsgebäuden weitergeführt. Ab 1835 wurde es ein humanistisches Gymnasium in kurfürstlicher Trägerschaft,  ab 1866 königlich und 1918 staatlich. 1945 erhielt es den Namen staatliches Domgymnasium und heißt seit 1948 Rabanus-Maurus-Schule. 1968 zog die Schule vom Gebäude der ehemaligen Universität Fulda in der Innenstadt in einen Neubau im Schulviertel.
Die Aula der Alten Universität (Oratorium Marianum, Marienkapelle) wurde 1803 bis 1902 und nach der Zerstörung der Christuskirche durch einen Bombenangriff von 1946 bis 1949 als evangelische Kirche genutzt.
Das ehemalige Universitätsgebäude beherbergt heute die Adolf-von-Dalberg-Grundschule. 
Der Universitätsplatz ist nach dem am östlichen Rand des Platzes gelegenen Gebäude benannt.

## Orgel
In der Aula steht eine Orgel, die 1734 von Bartholomäus Brünner erbaut wurde. Sie wurde 1829 durch Johann Adam Oestreich erweitert und 1987 durch die Firma Orgelbau Hoffmann restauriert. Aktuell verfügt das Instrument über folgende Disposition:
| I Hauptwerk C–c3 |    |
| Gedackt          | 8′ |
| Gambe            | 8′ |
| Prinzipal        | 4′ |
| Spitzflöte       | 4′ |
| Quinte           | 3′ |
| Oktave           | 2′ |
| Mixtur III       | 1′ |

| II. Werk C–c3 |    |
| Quintatön     | 8′ |
| Gedackt       | 8′ |
| Flöte         | 8′ |
| Salizional    | 8′ |
| Kleingedackt  | 4′ |
| Flageolet     | 2′ |

| Pedal C–d1 ab b repitierend |     |
| Subbaß                      | 16′ |
| Violon                      | 8′  |
| Posaune                     | 8′  |

- Koppeln: Manualkoppel, Pedalkoppel

## Fakultäten
Die Adolphs-Universität Fulda war in vier Fakultäten gegliedert:
1. Katholische Theologie
2. Philosophie
3. Medizin
4. Rechtswissenschaften

Im Fach Theologie waren die Lehrstühle anfangs sowohl von Jesuiten – bis zur Aufhebung des Jesuitenordens im Jahre 1773 – als auch von Gelehrten des Benediktinerordens besetzt worden.

## Studenten
Während der 71 Jahre ihres Bestehens hatte die Universität etwa 4100 Studenten. Von diesen kamen 935 aus der Stadt Fulda und circa 400 aus dem Gebiet der späteren Kreise Fulda und Hünfeld. Die meisten ausländischen Studenten stammten vor allem aus Franken, Nassau und Westfalen oder aus den mainzischen Enklaven in Hessen und Thüringen. Die Durchschnittszahl der jährlichen Neueinschreibungen dürfte bei 65 und die Durchschnittshörerzahl bei 143 gelegen haben. Nach den Bekundungen von Kaiser Karl VI. sollten die Doktoren und Professoren die Studierenden gemäß der von den Äbten erlassenen Statuten vor den Kollegien der Fakultäten examinieren. Nach erfolgreicher Prüfung erhielten sie die Titel von Bakkalaureaten, Magistern, Lizentiaten oder Doktoren; als Zeichen ihrer akademischen Würde wurde ihnen ein Birett verliehen, und sie wurden in ihren Ornat eingekleidet. Die an der Universität Fulda Promovierten besaßen das Recht, überall im Reich als Professoren zu lehren und zu examinieren.
Während nach den Ausgangsstatuten Fürstabt Adolphs nicht-katholische Studenten keine Zugangsberechtigung für ein Studium an der Universität Fulda bekamen, ermöglichte eine Statutenreform im Jahre 1777 unter Fürstbischof Heinrich von Bibra auch Protestanten das Studium und den Erwerb akademischer Grade an allen Einrichtungen der Universität mit Ausnahme der Theologischen Fakultät.

## Persönlichkeiten
An der Universität Fulda lehrten oder studierten unter anderem:
- Amand von Buseck (1685–1756), Fürstabt und erster Fürstbischof von Fulda, Direktor der Universität Fulda (1736)
- Anselm Erb (1688–1767), bis 1740 Professor für kanonisches Recht in Fulda, 53. Abt der Reichsabtei Ottobeuren
- Ulrich Munier (1698–1759), lehrte zwischen 1738 und 1744 Dogmatik an der Universität
- Franz Ignaz Wedekind (1710–1782), lehrte zwischen 1734 und 1742 als Professor der Pandekten an der Universität
- Heinrich Kilber (1710–1783), lehrte 1749 Dogmatik an der Universität
- Heinrich von Bibra (1711–1788), Fürstbischof und Abt von Fulda, Jurastudium an der Universität Fulda
- Karl Busäus (1714–1782), Jesuit, Theologe und Hochschullehrer, Professor der Theologie
- Isidorus Keppler (1715–1792), römisch-katholischer Theologieprofessor
- Karl von Piesport (1716–1800), Theologe und Philosoph, Benediktiner
- Benedict Oberhauser (1719–1786), 1760 bis 1764 Professor des Kirchenrechts, Benediktinerpater, Kirchenrechtler
- Johann Jacobs (1721–1800), Professor der Philosophie zwischen 1757 und 1760
- Ludwig Beck (1728–1794), 1760 bis 1764 Professor für Theologie, 1764 bis 1773 Inhaber des Lehrstuhls für Kirchenrecht, 1773 bis 1794 Abt der Abtei Münsterschwarzach
- Nikolaus Burkhäuser (1733–1809), Jesuit und Philosoph, studierte in Fulda
- Sturmius Bruns (1749–1779), Professor linguarum orientalium (1773) und Professor und Doktor für Theologie (1774)
- Siegmund von Bibra (1750–1803), Theologe und Schriftsteller
- Benedikt Balthasar Herrlein (1750–1809), katholischer Priester und Dichter
- Johann von Reibelt (* 1752), Kanoniker
- Franz Andreas Schramm (1752–1799), Subregens, später Dogmatiker in Heidelberg
- Thomas Christian Tychsen (1758–1834), evangelisch-lutherischer Orientalist und Theologe
- Friedrich Münter (1761–1830), Theologe, Philologe und Bischof
- Ferdinand August von Spiegel (1764–1835), war von 1824 bis 1835 Erzbischof von Köln, Studium der Theologie, Philosophie und Rechtswissenschaft in Fulda
- Heinrich Komp (1765–1846), katholischer Theologe, ab 1803 letzter Rektor der Universität
- Giovanni Antonio Marcacci (1769–1854), stammte aus Locarno (Kanton Tessin, Schweiz), studierte ab 1789[19] Rechtswissenschaften in Fulda, wurde schweizerischer Politiker und Diplomat[20]
- Anton Thomas (1778–1837), Professor und danach Bürgermeister von Fulda